# Walt Disney Studios Motion Pictures
Walt Disney Studios Motion Pictures és una companyia americana de distribució de pel·lícules i sèries de televisió subsidiària de The Walt Disney Company, fins a 2007 coneguda com a Buena Vista Pictures Distribution, Inc.

## Història
Des de 1953, les produccions de Walt Disney han estat distribuïts per Columbia Pictures, United Artists i RKO Radio Pictures. Però va haver una disputa entre Walt Disney i el seu germà Roy Disney, fent que Roy Disney fundés una divisió anomenada Buena Vista Film Distribution Company, Inc. perquè aportés ajuda en la distribució de les seves pel·lícules.
El nom de la companyia prové del carrer Buena Vista, on la seu de Walt Disney està situat a Burbank, Califòrnia.
El 2002 la Disney va crear distribuidora la Walt Disney Studios Motion Pictures per al llançament de les seves pel·lícules a partir d'aquesta distribuidora, però van mantenir el nom de Buena Vista per a algunes de les distribucions en DVD i per a produccions estrenades directament en vídeo.

## Pel·lícules
La companyia distribueix totes les pel·lícules de Walt Disney i les seves subsidiàries (Walt Disney Pictures, Touchstone Pictures, Hollywood Pictures, DisneyToon Studios, ABC Studios, Miramax Films, Pixar Animation Studios) i també companyies independents relacionades amb aquestes com Spyglass Entertainment.